# Dariusz Kotlęga
Dariusz Kotlęga – polski neurolog, dr hab. nauk. medycznych, adiunkt Zakładu Farmakologii i Toksykologii Uniwersytetu Zielonogórskiego.

## Życiorys
14 czerwca 2011 obronił pracę doktorską Polimorfizm 717 A/G genu CRP a stężenie białka C-reaktywnego u chorych w ostrej fazie niedokrwiennego udaru mózgu, leczonych simwastatyną, w czerwcu 2022 habilitował się na podstawie pracy zatytułowanej Znaczenie kwasów tłuszczowych oraz mediatorów zapalnych wywodzących się z kwasów tłuszczowych u pacjentów z udarem niedokrwiennym mózgu. Pracował w Katedrze i Klinice Neurologii na Wydziale Lekarskim i Stomatologicznym Pomorskiego Uniwersytetu Medycznego w Szczecinie.
Został zatrudniony na stanowisku adiunkta w Zakładzie Farmakologii i Toksykologii Uniwersytetu Zielonogórskiego.